# 鄭頀
鄭頀（1438年6月28日—？），字汝諧，廣東石康人，明朝政治人物，同進士出身。

## 生平
成化八年壬辰科第三甲第一百三十四名同進士。

## 家族
曾祖鄭祥；祖鄭賓，檢校；父鄭賜，訓導；母謝氏。慈侍下，妻盧氏，兄䪧，弟韺；韶。韺，《明史·孝義傳》有傳。